# Steven Sasson
Steven Sasson (New York, 4 luglio 1950) è un ingegnere elettronico statunitense, inventore della prima fotocamera digitale autonoma (portatile). Sasson si è laureato nel 1972 (BS) e nel 1973 (MS) presso il Politecnico di Rensselaer in ingegneria elettronica. Ha frequentato e si è diplomato alla Brooklyn Technical High School. Ha lavorato per Eastman Kodak subito dopo essersi laureato in ingegneria.

## Biografia
Sasson è nato a Brooklyn, figlio di Ragnhild Tomine (Endresen) e John Vincent Sasson. Sua madre era norvegese. La sua invenzione è iniziata nel 1975 con un ampio incarico da parte del suo supervisore della Eastman Kodak Company, Gareth A. Lloyd: tentare di costruire una fotocamera elettronica usando un dispositivo accoppiato a carica (CCD). L'invenzione della fotocamera risultante ha ottenuto il brevetto statunitense numero 4.131.919.
Sasson continua a lavorare per la Eastman Kodak Company, che ora ricopre un ruolo di protezione della proprietà intellettuale.
Il 17 novembre 2009, il presidente degli Stati Uniti Barack Obama ha assegnato a Sasson la medaglia nazionale della tecnologia e dell'innovazione durante una cerimonia nella Sala orientale della Casa Bianca. Questo è il massimo riconoscimento conferito dal governo degli Stati Uniti a scienziati, ingegneri e inventori. Il 6 settembre 2012 la Royal Photographic Society ha assegnato a Sasson la sua medaglia Progress e la Honorary Fellowship "in riconoscimento di qualsiasi invenzione, ricerca, pubblicazione o altro contributo che abbia portato a un importante progresso nello sviluppo scientifico o tecnologico della fotografia o dell'imaging nel senso più ampio ".
Leica Camera AG ha onorato Sasson presentandogli una fotocamera Leica M9 Titanium da 18 megapixel in edizione limitata all'evento fieristico Photokina 2010.
Sasson è stato inserito nella National Inventors Hall of Fame nel 2011.

## Prima fotocamera digitale autonoma
Steven Sasson ha inventato la prima fotocamera digitale indipendente alla Eastman Kodak nel 1975. Pesava 8 libbre (3,6 kg) e aveva una risoluzione di soli 100×100 (0,01 megapixel ). L'immagine fu registrata su una cassetta e questo processo richiese 23 secondi. La sua macchina fotografica riprese immagini in bianco e nero. Mentre iniziava il suo progetto di design, quello che immaginava per il futuro era una fotocamera senza parti mobili meccaniche (sebbene il suo dispositivo avesse parti mobili, come l'unità nastro).
Il brevetto di Sasson si basava su un sistema che consentiva di leggere rapidamente ("in tempo reale") il CCD in un buffer temporaneo di memoria ad accesso casuale, e quindi di archiviarlo a velocità più bassa del dispositivo di memorizzazione; essenzialmente tutte le moderne fotocamere digitali usano ancora un sistema analogo. La sua non è stata la prima fotocamera a produrre immagini digitali, ma è stata la prima fotocamera digitale a mano. Esempi precedenti di fotocamere digitali includevano alcune fotocamere utilizzate per la fotografia satellitare, dispositivi sperimentali di Michael Francis Tompsett et al. e la macchina fotografica commerciale e amatoriale chiamata Cromemco Cyclops.

## Brevetti
- (EN)  US4131919, United States Patent and Trademark Office, Stati Uniti d'America. brevetto - fotocamera (EN)  US4131919, United States Patent and Trademark Office, Stati Uniti d'America. elettronica